# Trnovo (Federace Bosny a Hercegoviny)
Trnovo (v srbské cyrilici Трново) je město v Bosně a Hercegovině, administrativně součást Federace Bosny a Hercegoviny. Společně se svým jmenovcem v Republice srbské tvoří jeden urbánní celek, který byl rozdělen na základě Daytonské dohody a ustanovení hranic mezi oběma entitami.
Zahrnuje oblast jihovýchodně od Sarajeva od pohoří Bjelašnica až k pohoří Šator.
Obec (općina) Trnovo zahrnuje kromě severního okraje samotného města i ty vesnice, jejichž obyvatelstvo je převážně bosňácké národnosti. Dle údajů ze sčítání lidu z roku 2002 zde žilo 95 % Bosňáků a jen 4 % Srbů. Pod općinu spadá celkem 55 vesnic.